# Le Soulié
Le Soulié est une commune française située dans l'ouest du département de l’Hérault, en région Occitanie.
Exposée à un climat de montagne, elle est incluse dans le parc naturel régional du Haut-Languedoc, la commune possède un patrimoine naturel remarquable : un site Natura 2000 (la « vallée de l'Arn »), un espace protégé (le « tourbières de Somail ») et quatre zones naturelles d'intérêt écologique, faunistique et floristique.
Le Soulié est une commune rurale qui compte 133 habitants en 2022, après avoir connu un pic de population de 1 384 habitants en 1846. Ses habitants sont appelés les Solariens et Solariennes.

## Géographie

### Localisation
La commune est limitrophe du département du Tarn, dans le parc naturel régional du Haut-Languedoc.

### Communes limitrophes
Les communes limitrophes sont  Anglès, Courniou, La Salvetat-sur-Agout, Riols et Saint-Pons-de-Thomières.

### Hydrographie
La commune est traversée par l'Arn.
Par ailleurs, la Sème, le ruisseau de Banès de Cors, le ruisseau de Réganard et divers autres petits cours d'eau drainent également la commune.

### Climat
Pour des articles plus généraux, voir Climat de l'Occitanie et Climat de l'Hérault.
En 2010, le climat de la commune est de type climat de montagne, selon une étude s'appuyant sur une série de données couvrant la période 1971-2000. En 2020, Météo-France publie une typologie des climats de la France métropolitaine dans laquelle la commune est dans une zone de transition entre le climat océanique altéré et le climat méditerranéen et est dans la région climatique Provence, Languedoc-Roussillon, caractérisée par une pluviométrie faible en été, un très bon ensoleillement (2 600 h/an), un été chaud (21,5 °C), un air très sec en été, sec en toutes saisons, des vents forts (fréquence de 40 à 50 % de vents > 5 m/s) et peu de brouillards.
Pour la période 1971-2000, la température annuelle moyenne est de 8,9 °C, avec une amplitude thermique annuelle de 14,7 °C. Le cumul annuel moyen de précipitations est de 1 604 mm, avec 13,6 jours de précipitations en janvier et 6,1 jours en juillet. Pour la période 1991-2020, la température moyenne annuelle observée sur la station météorologique la plus proche, située sur la commune de Labastide-Rouairoux à 9 km à vol d'oiseau, est de 12,1 °C et le cumul annuel moyen de précipitations est de 1 284,7 mm,. Pour l'avenir, les paramètres climatiques de la commune estimés pour 2050 selon différents scénarios d'émission de gaz à effet de serre sont consultables sur un site dédié publié par Météo-France en novembre 2022.

### Milieux naturels et biodiversité

#### Espaces protégés
La protection réglementaire est le mode d’intervention le plus fort pour préserver des espaces naturels remarquables et leur biodiversité associée,.
Deux espaces protégés sont présents sur la commune : 
- le parc naturel régional du Haut-Languedoc, créé en 1973 et d'une superficie de 307 184 ha, qui s'étend sur 118 communes et deux départements[9]. Implanté de part et d’autre de la ligne de partage des eaux entre Océan Atlantique et mer Méditerranée, ce territoire est un véritable balcon dominant les plaines viticoles du Languedoc et les étendues céréalières du Lauragais[10],[11] ;
- le « tourbières de Somail », une réserve biologique dirigée, d'une superficie de 26,3 ha[12].

#### Réseau Natura 2000

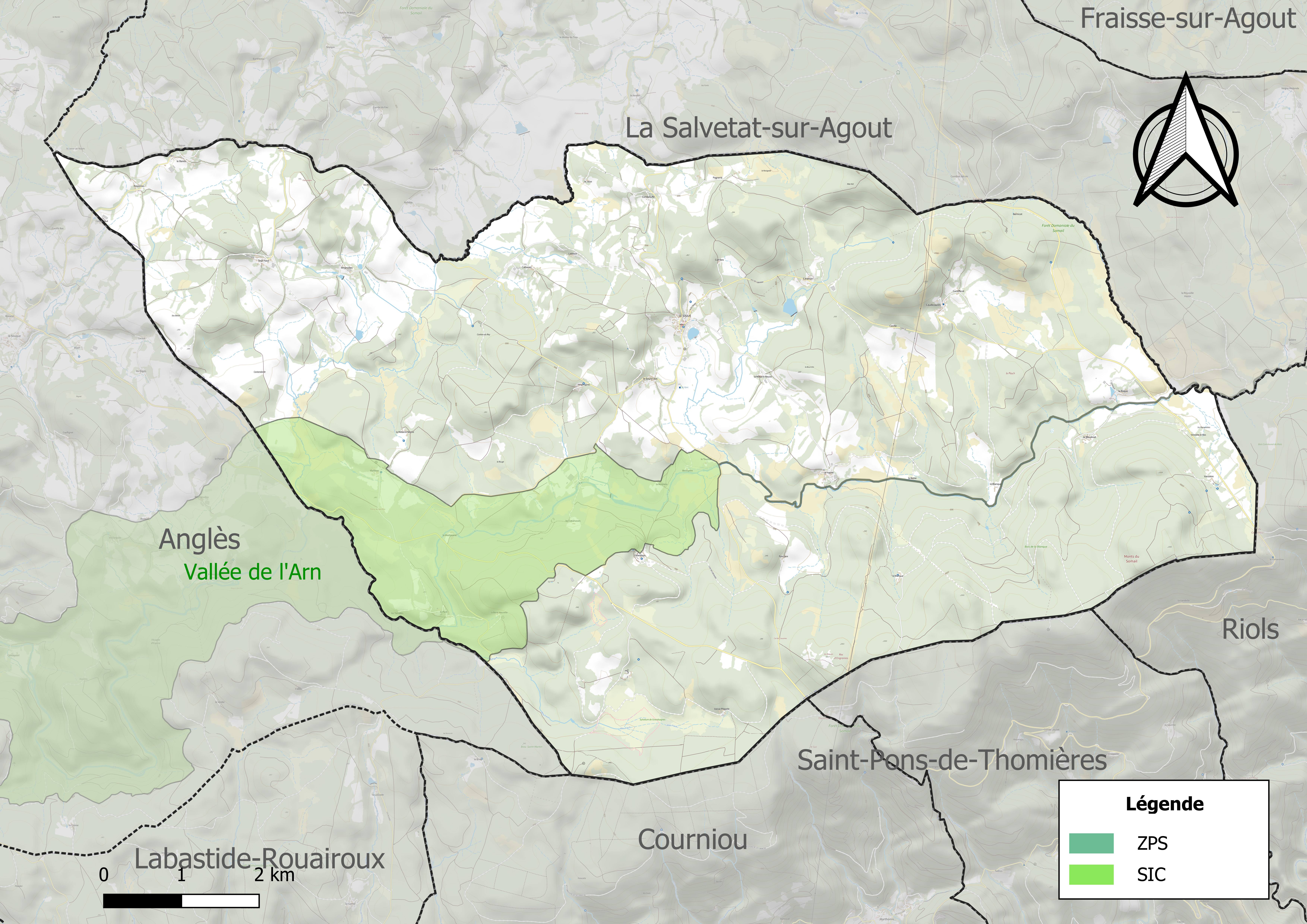
Site Natura 2000 sur le territoire communal.

Le réseau Natura 2000 est un réseau écologique européen de sites naturels d'intérêt écologique élaboré à partir des directives habitats et oiseaux, constitué de zones spéciales de conservation (ZSC) et de zones de protection spéciale (ZPS).
Un site Natura 2000 a été défini sur la commune au titre de la directive habitats : la « vallée de l'Arn », d'une superficie de 1 456 ha, dont le site est réduit au lit mineur du cours d'eau, concerne trois espèces aquatiques : Loutre, Moule perlière et Écrevisse à pattes blanches.

#### Zones naturelles d'intérêt écologique, faunistique et floristique
L’inventaire des zones naturelles d'intérêt écologique, faunistique et floristique (ZNIEFF) a pour objectif de réaliser une couverture des zones les plus intéressantes sur le plan écologique, essentiellement dans la perspective d’améliorer la connaissance du patrimoine naturel national et de fournir aux différents décideurs un outil d’aide à la prise en compte de l’environnement dans l’aménagement du territoire.
Deux ZNIEFF de type 1 sont recensées sur la commune :
les « tourbières de Planacan, Verdier et de la Jasse » (100 ha), couvrant 2 communes du département et 
la « vallée de l'Arn (et tourbière de Baïssescure et du Bourdelet) » (461 ha), couvrant 5 communes dont quatre dans l'Hérault et une dans le Tarn
et deux ZNIEFF de type 2, : 
- le « massif du Somail » (23 004 ha), couvrant 11 communes dont dix dans l'Hérault et une dans le Tarn[19] ;
- les « sagnes du plateau d'Anglès et bassin versant de l'Arn » (9 725 ha), couvrant 10 communes dont deux dans l'Hérault et huit dans le Tarn[20].

Carte des ZNIEFF de type 1 et 2 au Soulié.
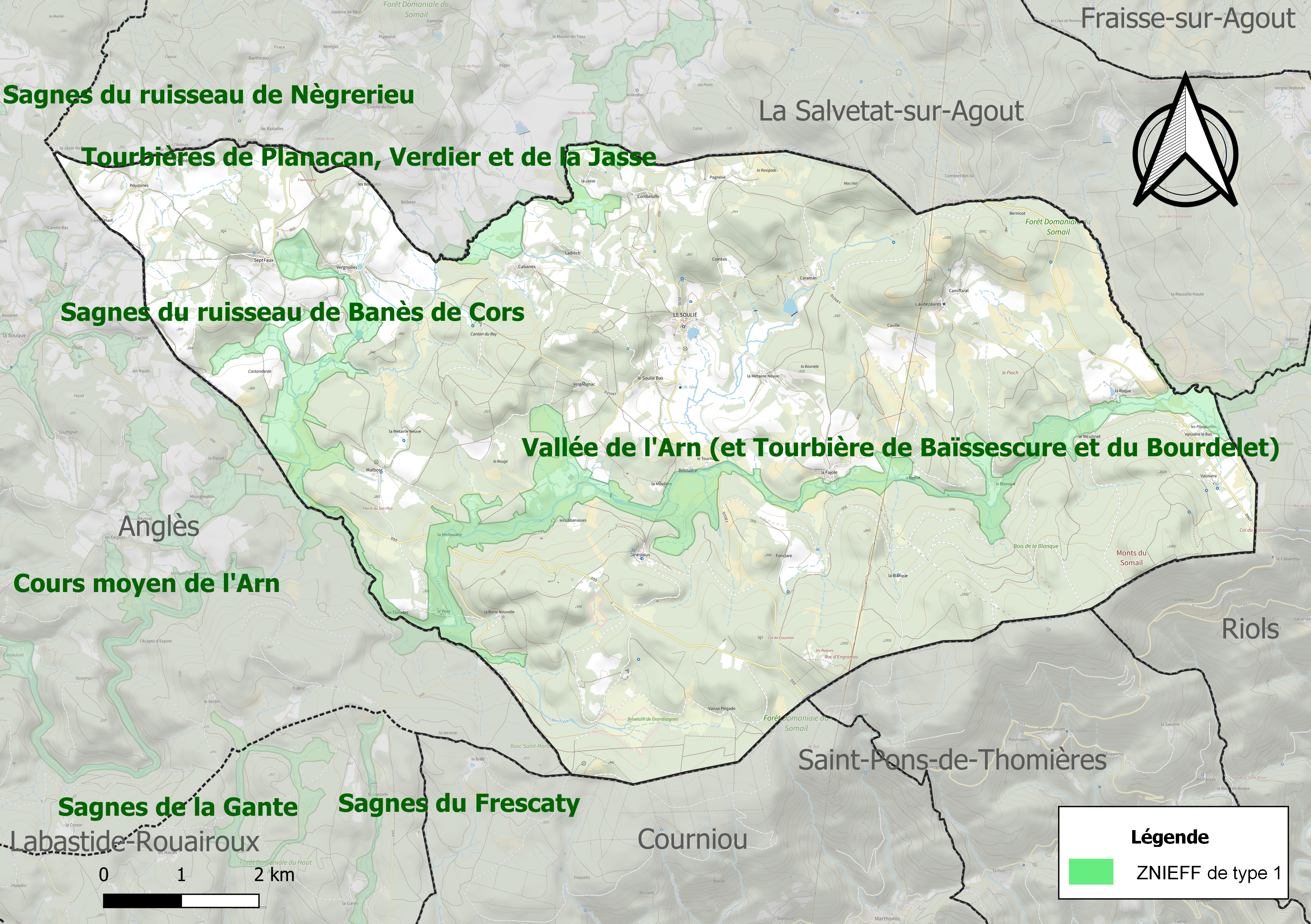
Carte des ZNIEFF de type 1 sur la commune.
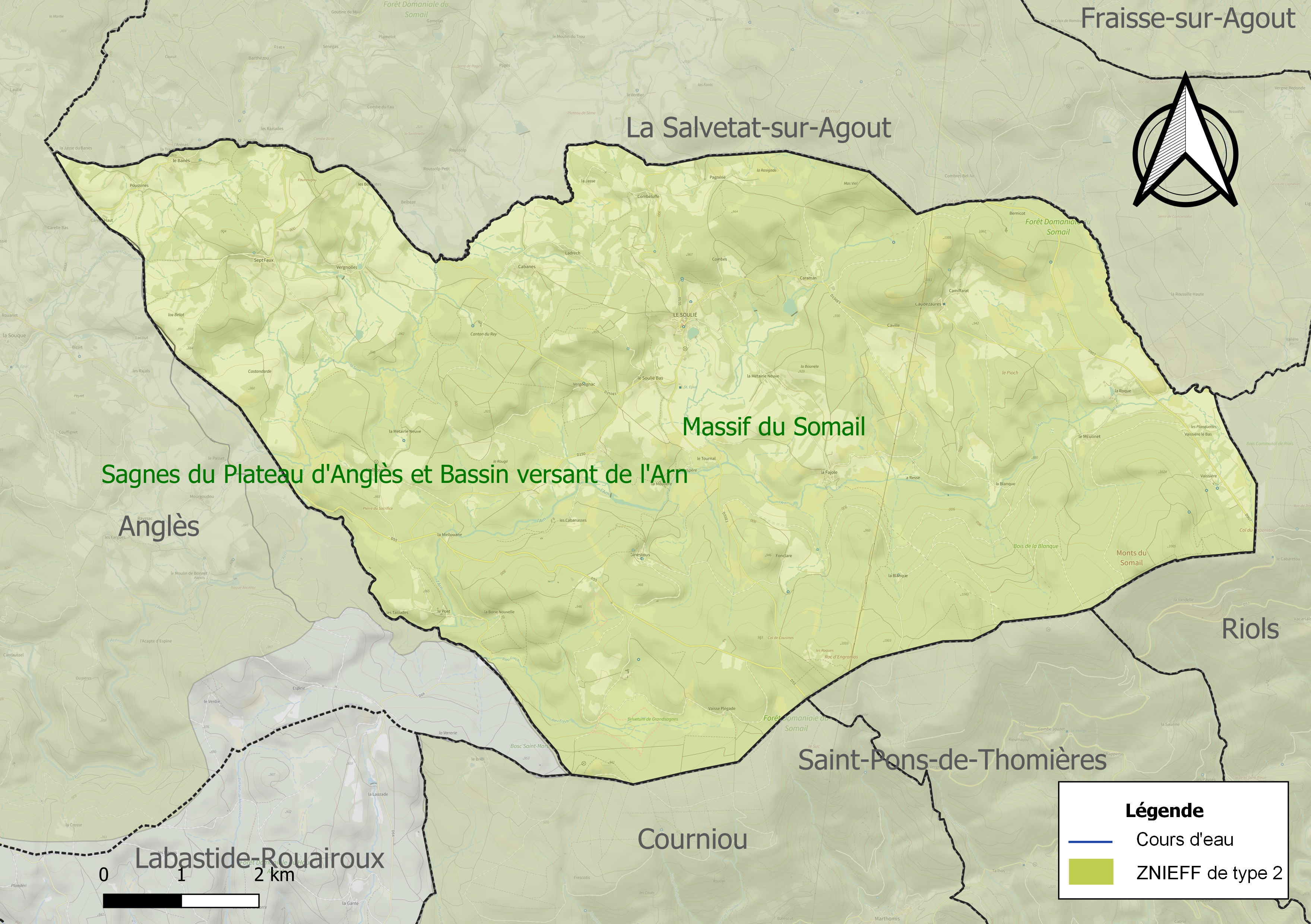
Carte des ZNIEFF de type 2 sur la commune.

## Urbanisme

### Typologie
Au 1er janvier 2024, Le Soulié est catégorisée commune rurale à habitat très dispersé, selon la nouvelle grille communale de densité à sept niveaux définie par l'Insee en 2022.
Elle est située hors unité urbaine et hors attraction des villes,.

### Occupation des sols

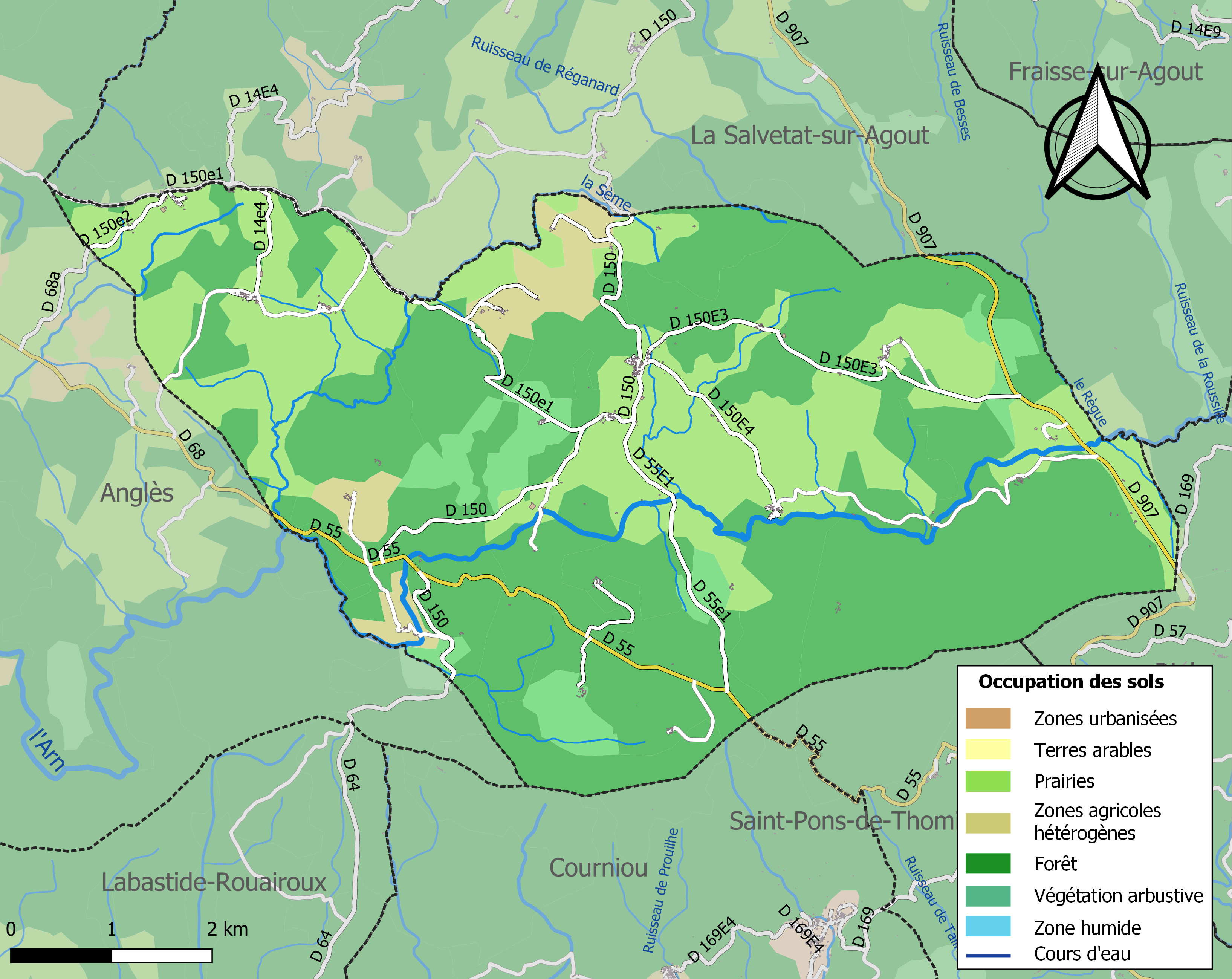
Carte des infrastructures et de l'occupation des sols de la commune en 2018 (CLC).

L'occupation des sols de la commune, telle qu'elle ressort de la base de données européenne d’occupation biophysique des sols Corine Land Cover (CLC), est marquée par l'importance des forêts et milieux semi-naturels (66,2 % en 2018), en augmentation par rapport à 1990 (62,5 %). La répartition détaillée en 2018 est la suivante : 
forêts (60,8 %), prairies (29,7 %), milieux à végétation arbustive et/ou herbacée (5,3 %), zones agricoles hétérogènes (4,1 %). L'évolution de l’occupation des sols de la commune et de ses infrastructures peut être observée sur les différentes représentations cartographiques du territoire : la carte de Cassini (XVIIIe siècle), la carte d'état-major (1820-1866) et les cartes ou photos aériennes de l'IGN pour la période actuelle (1950 à aujourd'hui).

### Lieux-dits, hameaux et écarts
- le Banès
- Caraman
- Caudezaures
- Cabille
- Fonclare
- le Jounié
- la Moulière
- le Moulinet
- Pagnérié
- Poussines
- la Rasigade
- Sept-Faux
- Vergougnac

### Habitat et logement
En 2018, le nombre total de logements dans la commune était de 267, alors qu'il était de 265 en 2013 et de 250 en 2008.
Parmi ces logements, 25,6 % étaient des résidences principales, 66,4 % des résidences secondaires et 7,9 % des logements vacants. Ces logements étaient pour 95,5 % d'entre eux des maisons individuelles et pour 3,4 % des appartements.
Le tableau ci-dessous présente la typologie des logements au Le Soulié en 2018 en comparaison avec celle de l'Hérault et de la France entière. Une caractéristique marquante du parc de logements est ainsi une proportion de résidences secondaires et logements occasionnels (66,4 %), très  supérieure à celle du département (18,3 %) et à celle de la France entière (9,7 %). Concernant le statut d'occupation de ces logements, 72,5 % des habitants de la commune sont propriétaires de leur logement (64,9 % en 2013), contre 53,2 % pour l'Hérault et 57,5 % pour la France entière.
| Typologie                                               | Le Soulié | Hérault | France entière |
| ------------------------------------------------------- | --------- | ------- | -------------- |
| Résidences principales (en %)                           | 25,6      | 74,4    | 82,1           |
| Résidences secondaires et logements occasionnels (en %) | 66,4      | 18,3    | 9,7            |
| Logements vacants (en %)                                | 7,9       | 7,3     | 8,2            |

### Risques naturels et technologiques
Le territoire de la commune du Soulié est vulnérable à différents aléas naturels : météorologiques (tempête, orage, neige, grand froid, canicule ou sécheresse) et séisme (sismicité très faible). Il est également exposé à un risque particulier : le risque de radon. Un site publié par le BRGM permet d'évaluer simplement et rapidement les risques d'un bien localisé soit par son adresse soit par le numéro de sa parcelle.

#### Risques naturels
Le Soulié est exposée au risque de feu de forêt du fait de la présence sur son territoire. Un plan départemental de protection des forêts contre les incendies (PDPFCI) a été approuvé en juin 2013 et court jusqu'en 2022, où il doit être renouvelé. Les mesures individuelles de prévention contre les incendies sont précisées par deux arrêtés préfectoraux et s’appliquent dans les zones exposées aux incendies de forêt et à moins de 200 mètres de celles-ci. L’arrêté du 25 avril 2002 réglemente l'emploi du feu en interdisant notamment d’apporter du feu, de fumer et de jeter des mégots de cigarette dans les espaces sensibles et sur les voies qui les traversent sous peine de sanctions. L'arrêté du 11 mars 2013 rend le débroussaillement obligatoire, incombant au propriétaire ou ayant droit,.

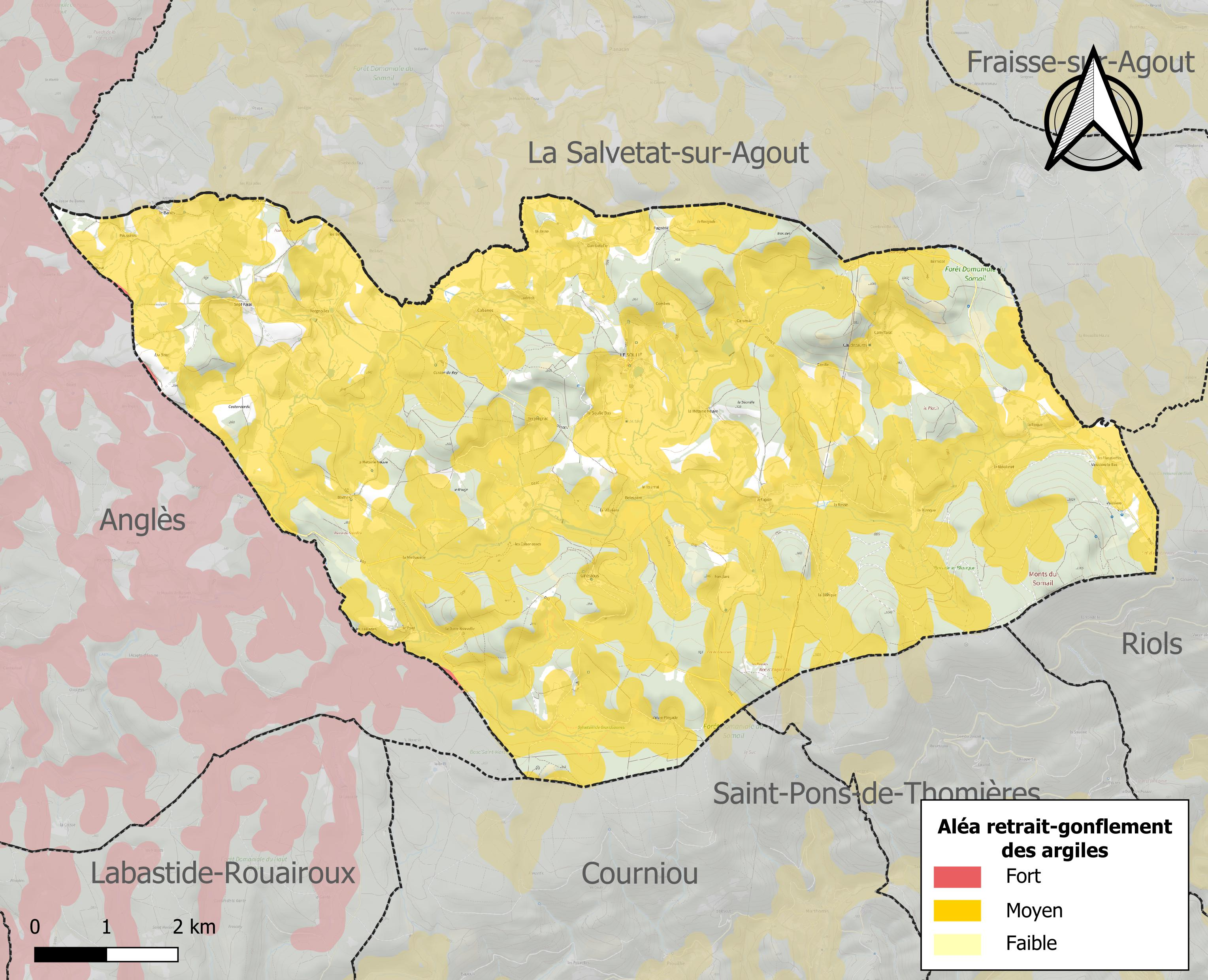
Carte des zones d'aléa retrait-gonflement des sols argileux du Soulié.

Le retrait-gonflement des sols argileux est susceptible d'engendrer des dommages importants aux bâtiments en cas d’alternance de périodes de sécheresse et de pluie. 71,8 % de la superficie communale est en aléa moyen ou fort (59,3 % au niveau départemental et 48,5 % au niveau national). Sur les 259 bâtiments dénombrés sur la commune en 2019, 238 sont en aléa moyen ou fort, soit 92 %, à comparer aux 85 % au niveau départemental et 54 % au niveau national. Une cartographie de l'exposition du territoire national au retrait gonflement des sols argileux est disponible sur le site du BRGM,.
Par ailleurs, afin de mieux appréhender le risque d’affaissement de terrain, l'inventaire national des cavités souterraines permet de localiser celles situées sur la commune.
La commune a été reconnue en état de catastrophe naturelle au titre des dommages causés par les inondations et coulées de boue survenues en 1982, 1995, 1999, 2014, 2017 et 2018.

#### Risque particulier
Dans plusieurs parties du territoire national, le radon, accumulé dans certains logements ou autres locaux, peut constituer une source significative d’exposition de la population aux rayonnements ionisants. Certaines communes du département sont concernées par le risque radon à un niveau plus ou moins élevé. Selon la classification de 2018, la commune du Soulié est classée en zone 3, à savoir zone à potentiel radon significatif.

## Politique et administration

### Rattachements administratifs et électoraux

#### Rattachements administratifs
La commune se trouve depuis 1926 dans l'arrondissement de Béziers du département de l'Hérault.
Elle faisait partie depuis 1793 du canton de La Salvetat-sur-Agout. Dans le cadre du redécoupage cantonal de 2014 en France, cette circonscription administrative territoriale a disparu, et le canton n'est plus qu'une circonscription électorale.

#### Rattachements électoraux
Pour les élections départementales, la commune fait partie depuis 2014 du canton de Saint-Pons-de-Thomières
Pour l'élection des députés, elle fait partie de la cinquième circonscription de l'Hérault.

### Intercommunalité
Le Soulié était membre de la communauté de communes de la Montagne du Haut Languedoc, un établissement public de coopération intercommunale (EPCI) à fiscalité propre créé fin 1992  et auquel la commune avait transféré un certain nombre de ses compétences, dans les conditions déterminées par le code général des collectivités territoriales.
Dans le cadre des dispositions de la loi portant nouvelle organisation territoriale de la République du 7 août 2015, qui prévoit que les établissements publics de coopération intercommunale (EPCI) à fiscalité propre doivent normalement avoir un minimum de 15 000 habitants, cette intercommunalité a fusionné avec sa voisine pour former, le 1er janvier 2017, la communauté de communes des Monts de Lacaune et de la Montagne du Haut Languedoc, dont est désormais membre la commune.

### Liste des maires
| Période    | Période                    | Identité           | Étiquette | Qualité                            |
| ---------- | -------------------------- | ------------------ | --------- | ---------------------------------- |
| 1793       | 1794                       | Jean Guibbert      |           |                                    |
| 1794       | 1795                       | Joseph Cros        |           |                                    |
| 1795       | 1796                       | Jean Pierre Cabrol |           |                                    |
| 1796       | 1797                       | Antoine Guibbert   |           |                                    |
| 1797       | 1802                       | Joseph Lalle       |           |                                    |
| 1802       | 1807                       | Louis Rouanet      |           |                                    |
| 1807       | 1813                       | Martin Cros        |           |                                    |
| 1813       | 1815                       | Cros               |           |                                    |
| 1815       | 1840                       | Guibbert           |           |                                    |
| 1840       | 1846                       | L. Rouanet         |           |                                    |
| 1846       | 1850                       | Jean Joseph Cros   |           |                                    |
| 1850       | 1864                       | M. Rouanet         |           |                                    |
| 1865       | 1870                       | Auguste Cros       |           |                                    |
| 1871       | 1875                       | C. Courrech        |           |                                    |
| 1875       | 1888                       | Joseph Farenq      |           |                                    |
| 1888       | 1895                       | Joseph Sire        |           |                                    |
| 1895       | 1896                       | Auguste Cauquil    |           |                                    |
| 1897       | 1897                       | Auguste Cros       |           |                                    |
| 1898       | 1902                       | Louis Barthez      |           |                                    |
| 1903       | 1913                       | Jougla             |           |                                    |
| 1916       | 1936                       | Mignard            |           |                                    |
| 1936       | 1939                       | Joseph Bousquet    |           |                                    |
| 1939       | 1942                       | Florent Delmas     |           |                                    |
| 1942       | 1943                       | Marcel Combes      |           |                                    |
| 1943       | 1945                       | C. Galibert        |           |                                    |
| 1945       | 1945                       | J. Bousquet        |           |                                    |
| 1945       | 1953                       | G. Rouanet         |           |                                    |
| 1953       | 1971                       | Joseph Du-Lac      |           |                                    |
| 1971       | 1983                       | Elie Bonneville    |           |                                    |
| 1983       | 1995                       | Gilbert Barthez    |           |                                    |
| 1995       | 2014                       | Guy Combes         | DVG       |                                    |
| 2014       | avril 2018                 | Dominique Viste    |           | Mort en fonction                   |
| avril 2018 | août 2022                  | Roger Nègre        |           | Gendarme retraité Mort en fonction |
| août 2022  | En cours (au 31 mars 2023) | Pierre Bailly      |           | Cadre retraité                     |

## Démographie
L'évolution du nombre d'habitants est connue à travers les recensements de la population effectués dans la commune depuis 1793. Pour les communes de moins de 10 000 habitants, une enquête de recensement portant sur toute la population est réalisée tous les cinq ans, les populations de référence des années intermédiaires étant quant à elles estimées par interpolation ou extrapolation. Pour la commune, le premier recensement exhaustif entrant dans le cadre du nouveau dispositif a été réalisé en 2007.

En 2022, la commune comptait 133 habitants, en évolution de +4,72 % par rapport à 2016 (Hérault : +7,49 %, France hors Mayotte : +2,11 %).
| 1793  | 1800  | 1806  | 1821  | 1831  | 1836  | 1841  | 1846  | 1851  |
| ----- | ----- | ----- | ----- | ----- | ----- | ----- | ----- | ----- |
| 1 012 | 1 110 | 1 237 | 1 286 | 1 321 | 1 287 | 1 319 | 1 384 | 1 339 |

| 1856  | 1861  | 1866  | 1872  | 1876  | 1881  | 1886  | 1891  | 1896 |
| ----- | ----- | ----- | ----- | ----- | ----- | ----- | ----- | ---- |
| 1 275 | 1 160 | 1 163 | 1 075 | 1 080 | 1 066 | 1 087 | 1 000 | 960  |

| 1901 | 1906 | 1911 | 1921 | 1926 | 1931 | 1936 | 1946 | 1954 |
| ---- | ---- | ---- | ---- | ---- | ---- | ---- | ---- | ---- |
| 868  | 794  | 783  | 577  | 514  | 458  | 384  | 295  | 229  |

| 1962 | 1968 | 1975 | 1982 | 1990 | 1999 | 2006 | 2007 | 2012 |
| ---- | ---- | ---- | ---- | ---- | ---- | ---- | ---- | ---- |
| 180  | 120  | 111  | 107  | 119  | 121  | 116  | 115  | 116  |

| 2017 | 2022 | - | - | - | - | - | - | - |
| ---- | ---- | - | - | - | - | - | - | - |
| 130  | 133  | - | - | - | - | - | - | - |

## Économie

### Emploi
|                | 2008   | 2013   | 2018  |
| -------------- | ------ | ------ | ----- |
| Commune        | 4,2 %  | 11,6 % | 8,8 % |
| Département    | 10,1 % | 11,9 % | 12 %  |
| France entière | 8,3 %  | 10 %   | 10 %  |

En 2018, la population âgée de 15 à 64 ans s'élève à 79 personnes, parmi lesquelles on compte 61,3 % d'actifs (52,5 % ayant un emploi et 8,8 % de chômeurs) et 38,8 % d'inactifs,. Depuis 2008, le taux de chômage communal (au sens du recensement) des 15-64 ans est inférieur à celui de la France et du département.
La commune est hors attraction des villes,. Elle compte 39 emplois en 2018, contre 37 en 2013 et 34 en 2008. Le nombre d'actifs ayant un emploi résidant dans la commune est de 43, soit un indicateur de concentration d'emploi de 90,6 % et un taux d'activité parmi les 15 ans ou plus de 43,1 %.
Sur ces 43 actifs de 15 ans ou plus ayant un emploi, 31 travaillent dans la commune, soit 72 % des habitants. Pour se rendre au travail, 81,4 % des habitants utilisent un véhicule personnel ou de fonction à quatre roues, 2,3 % s'y rendent en deux-roues, à vélo ou à pied et 16,3 % n'ont pas besoin de transport (travail au domicile).

### Activités hors agriculture
14 établissements sont implantés  au Soulié au 31 décembre 2019.
Le secteur du commerce de gros et de détail, des transports, de l'hébergement et de la restauration est prépondérant sur la commune puisqu'il représente 42,9 % du nombre total d'établissements de la commune (6 sur les 14 entreprises implantées  au Le Soulié), contre 28 % au niveau départemental.

### Agriculture
La commune est dans les « Plateaux du Sommail et de l'Espinouze », une petite région agricole occupant une frange nord-ouest du département de l'Hérault. En 2020, l'orientation technico-économique de l'agriculture  sur la commune est l'élevage d'ovins ou de caprins.
|               | 1988 | 2000 | 2010 | 2020 |
| ------------- | ---- | ---- | ---- | ---- |
| Exploitations | 24   | 11   | 12   | 11   |
| SAU (ha)      | 709  | 541  | 700  | 716  |

Le nombre d'exploitations agricoles en activité et ayant leur siège dans la commune est passé de 24 lors du recensement agricole de 1988  à 11 en 2000 puis à 12 en 2010 et enfin à 11 en 2020, soit une baisse de 54 % en 32 ans. Le même mouvement est observé à l'échelle du département qui a perdu pendant cette période 67 % de ses exploitations,. La surface agricole utilisée sur la commune est restée relativement stable, passant de 709 ha en 1988 à 716 ha en 2020. Parallèlement la surface agricole utilisée moyenne par exploitation a augmenté, passant de 30 à 65 ha.

## Culture locale et patrimoine

### Lieux et monuments
- Château de Grandsagnes, classé aux monuments historiques.
- Monument druidique «la pierre du sacrifice» à 200 m au sud de Malbosc.
- Croix de Saint-Brancary
- Église Saint-Jean du Soulié.

La commune compte plusieurs fours banaux relevants de la banalité (droit seigneurial).

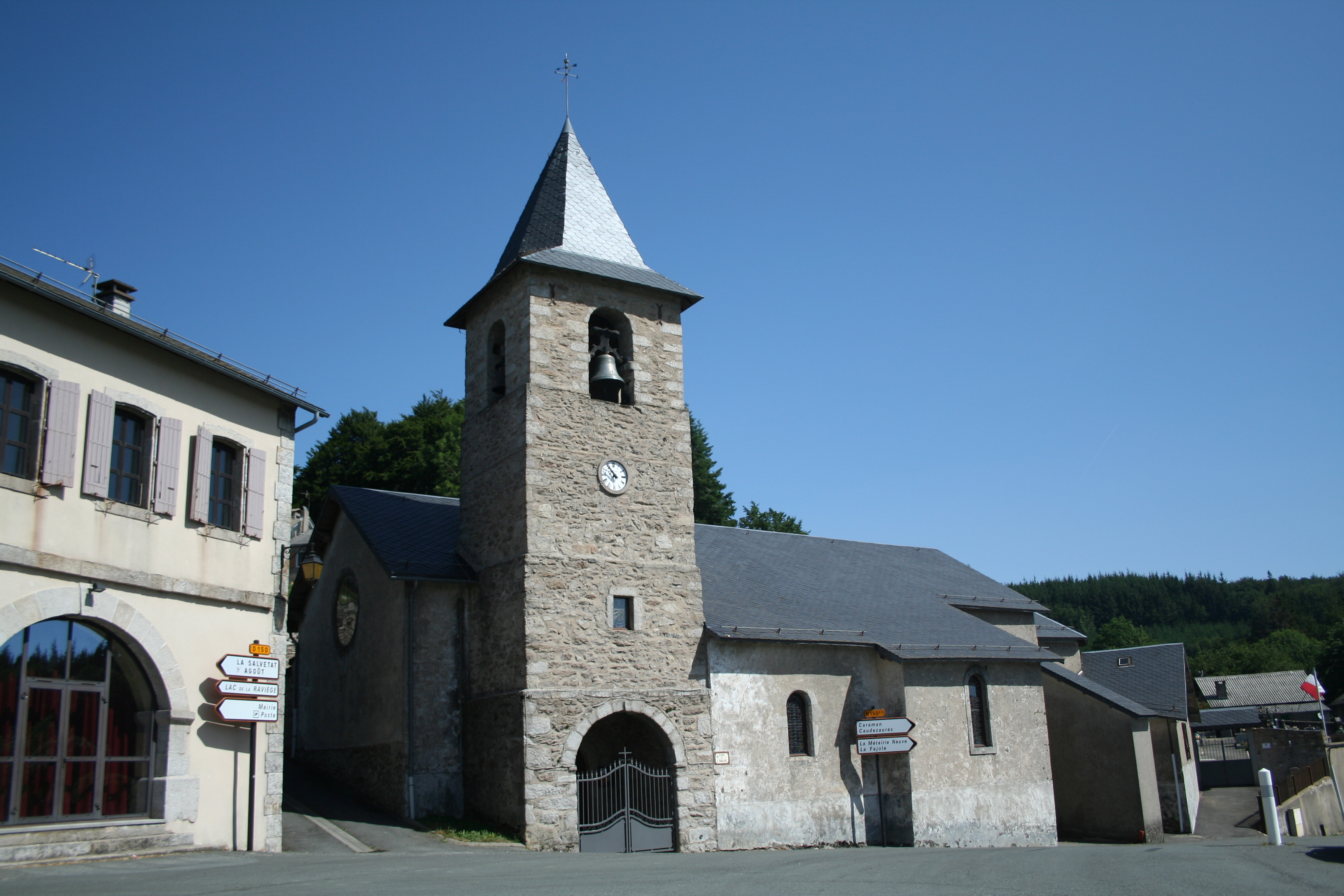
L'église
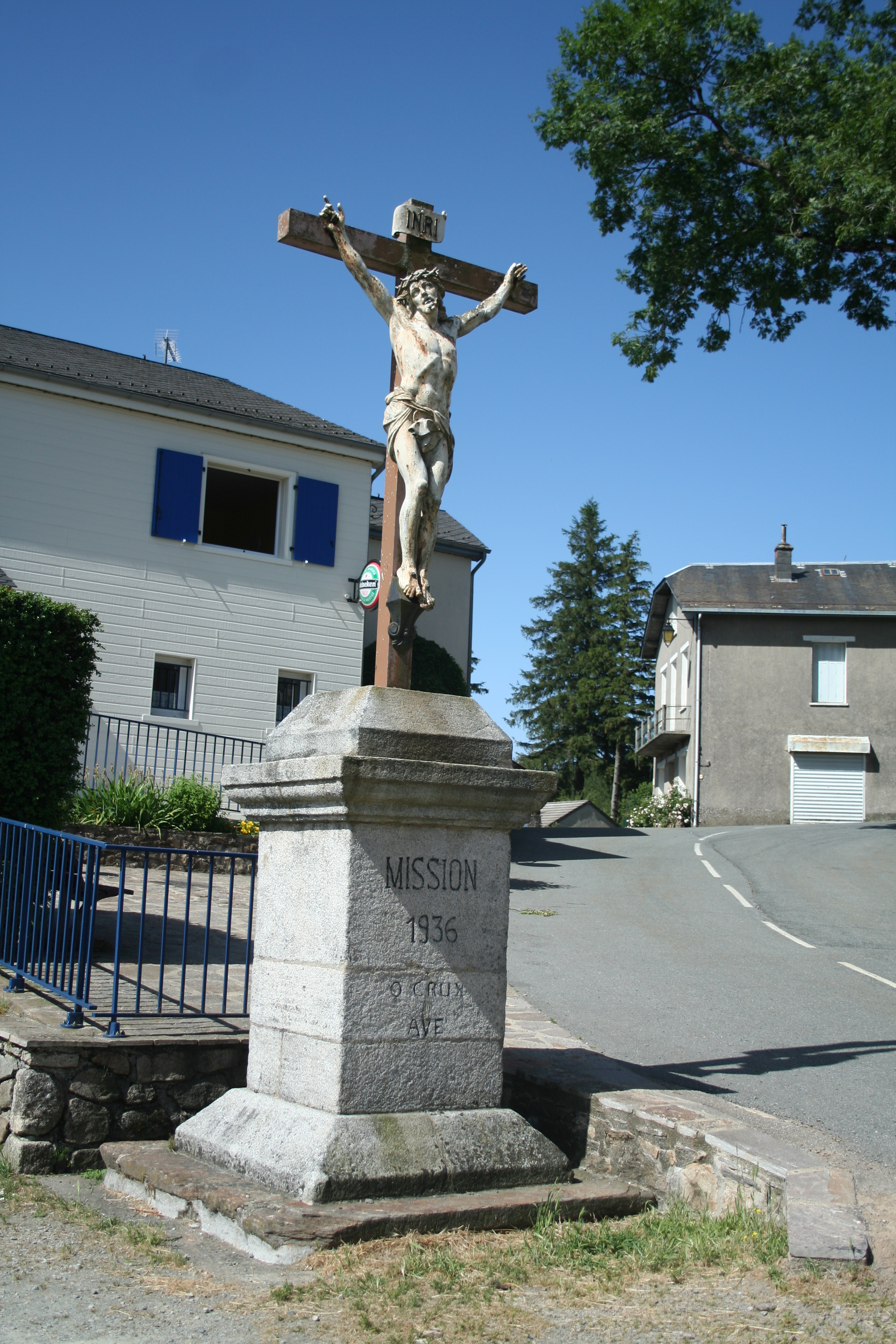
Croix de mission

### Personnalités liées à la commune
- Jean Pierre Barthélémy Rouanet (1747-1837), professeur, fonctionnaire, écrivain, franco-allemand.

### Héraldique
| Blason de Le Soulié | Blason  | De sinople au soleil d'or.                       |
| Blason de Le Soulié | Détails | Le statut officiel du blason reste à déterminer. |

## Pour approfondir

### Fonds d'archives
- Fonds : Archives communales de Le Soulié (1686-1945) [1,14 ml].  Cote : 305 EDT. Montpellier : Archives départementales de l'Hérault (présentation en ligne).